# Grand Prix de Tennis de Lyon 2008
Il Grand Prix de Tennis de Lyon 2008 è stato un torneo di tennis giocato sul sintetico indoor.  
È stata la 22ª edizione del Grand Prix de Tennis de Lyon, 
che fa parte della categoria International Series nell'ambito dell'ATP Tour 2008.
Il torneo si è giocato al Palais des Sports de Gerland di Lione in Francia, dal 20 al 26 ottobre 2008.

## Campioni

### Singolare
Robin Söderling ha battuto in finale  Julien Benneteau con il punteggio di 6–3, 6(5)–7, 6–1

### Doppio
Michaël Llodra /  Andy Ram hanno battuto in finale  Stephen Huss /  Ross Hutchins con il punteggio di 6–3, 5–7, 10–8